# Rivière Moju dos Campos
La rivière Moju dos Campos (en portugais : Rio Moju dos Campos) est une rivière située dans la partie ouest de l'État de Pará, au Brésil. 
La rivière Moju, un affluent de la rivière Curuá Una, prend sa source dans la forêt nationale de Tapajós, créée en 1974, et coule vers l'est. 

## Voir également
- Liste des cours d'eau du Pará